# Lliboutry Glacier
Lliboutry Glacier är en glaciär i Antarktis. Den ligger i Västantarktis. Argentina, Chile och Storbritannien gör anspråk på området. Lliboutry Glacier ligger 211 meter över havet.
Terrängen runt Lliboutry Glacier är bergig österut, men västerut är den kuperad. Havet är nära Lliboutry Glacier söderut. Trakten är obefolkad. Det finns inga samhällen i närheten. 